# Cewnikowanie serca

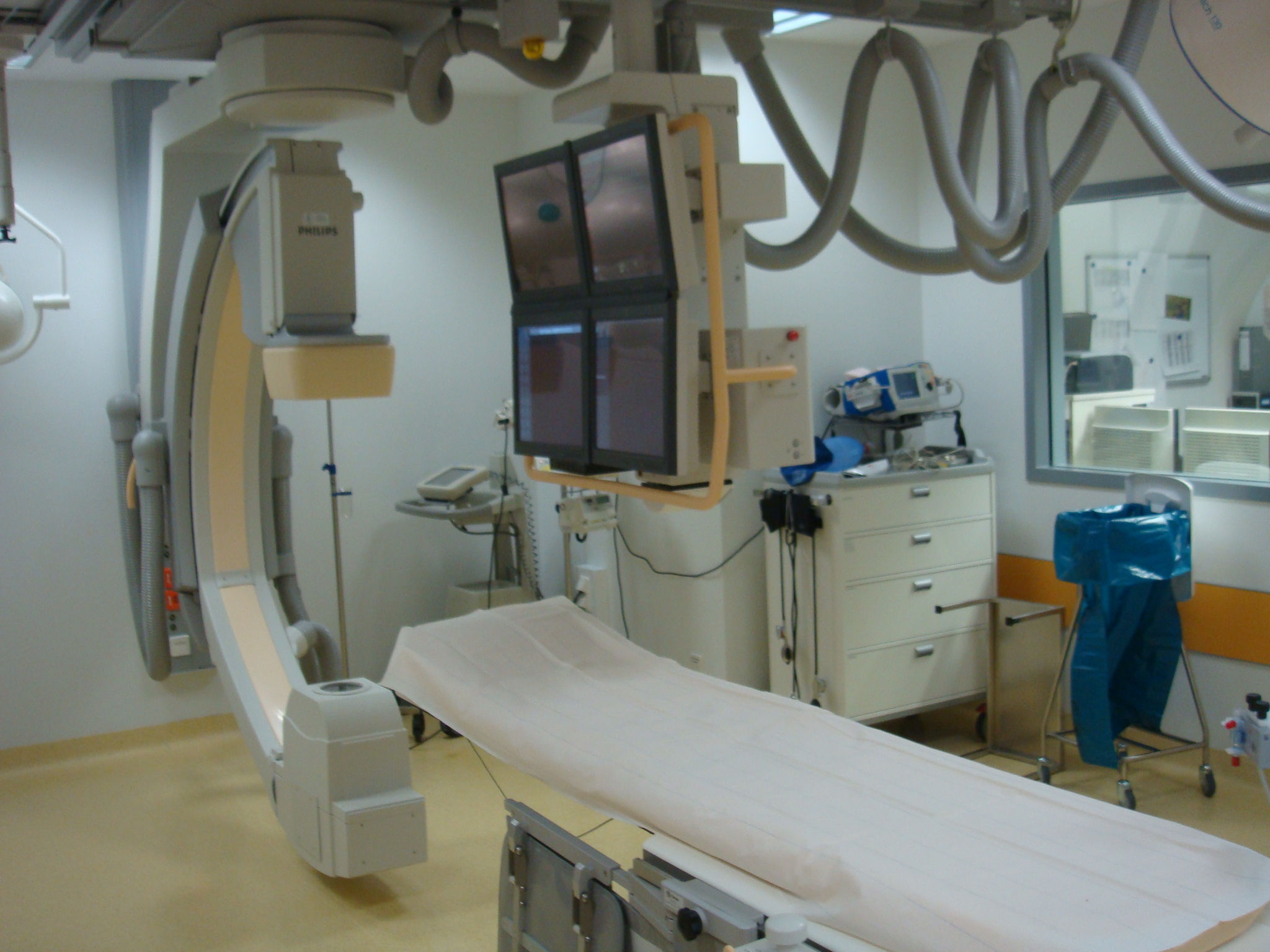
Pracownia hemodynamiki

Cewnikowanie serca – małoinwazyjna metoda diagnostyczna serca z użyciem cewnika naczyniowego wprowadzonego przez nakłucie tętnicy, lub żyły w pachwinie, w zgięciu łokciowym, lub w okolicy nadgarstka.
W zależności od celu badania cewnik kierowany jest do różnych okolic serca, czy naczyń wieńcowych. Miejsce badania definiuje wybór metody dojścia. Mówi się o prawostronnym cewnikowaniu, kiedy celem badania jest prawa część serca i o lewostronnym cewnikowaniu, kiedy celem badania jest lewa część serca. Cewnikowanie lewostronne wykonywane jest częściej, przede wszystkim podczas koronarografii w celu uwidocznienia miejsca przewężenia i jego ewentualnego poszerzenia przy pomocy specjalnego cewnika. Cewnikowanie serca stanowi także podstawę dla kilku interwencyjnych metod leczniczych.
Pierwsze w historii cewnikowanie serca wykonał słynny francuski lekarz weterynarii, patolog i fizjolog weterynaryjny prof. Jean-Baptiste Auguste Chauveau. W latach 1861–1863 wykazał, że jest w stanie cewnikować serca żywych koni. W ten sposób po raz pierwszy wykazał korelację między skurczami różnych części serca a dźwiękami, które można było usłyszeć. Pierwsze cewnikowanie prawostronne serca człowieka wykonał w 1929 Werner Forßmann, który wprowadził cewnik do prawego przedsionka własnego serca, za co w 1956 uzyskał Nagrodę Nobla w dziedzinie medycyny. W Polsce pierwszą serię cewnikowań serca wykonał Michał Juszczyński w latach 50. XX w. w Warszawie. Największe zasługi w rozwoju cewnikowania lewostronnego położyli Amerykanie: Charles Dotter, Mason Sones, Melvin P. Judkins i Niemcy: Andreas Grüntzig i Eberhard Zeitler. Inwazyjne badanie elektrofizjologiczne przeprowadza się podobnie jak cewnikowanie prawostronne.

## Możliwości diagnostyczne
Następujące badania są przeprowadzane podczas cewnikowania serca:
- Ogólne:
  - zobrazowanie przepływu krwi (hemodynamika) po podaniu kontrastu
  - pomiar ciśnienia, utlenowania i temperatury krwi w sercu i naczyniach
  - pomiar aktywności elektrycznej serca w przypadku zaburzeń przewodnictwa
  - biopsja endomiokardialna
- Cewnikowanie prawostronne: pomiar ciśnienia, utlenowania i temperatury krwi w prawym sercu i przede wszystkim w tętnicy płucnej z i bez obciążenia
- Cewnikowanie lewostronne:
  - pomiar ciśnienia i utlenowania krwi w aorcie i w lewej komorze serca
  - uwidocznienie lewej komory po podaniu kontrastu
  - koronarografia – uwidocznienie naczyń wieńcowych po podaniu kontrastu
  - ultrasonografia wewnątrznaczyniowa

## Możliwości leczenia
- przy istniejącym zwężeniu, lub zamknięciu tętnicy wieńcowej można ją poszerzyć przy pomocy balonowania (przezskórna interwencja wieńcowa)
- poszerzenie niestabilne, można dodatkowo wszczepić stent w celu stabilizacji poszerzenia
- w przypadku ubytku międzyprzedsionkowego czy międzykomorowego można go zamknąć podczas cewnikowania; zwężenie zastawki aortalnej, czy zastawki tętnicy płucnej może być poszerzone i w ten sposób unika się leczenia operacyjnego w krążeniu pozaustrojowym
- wszczepienie sztucznej zastawki serca (TAVI) przez tętnicę udową, lub przez koniuszek serca[6]
- wszczepienie metalowej spirali celem zamknięcia przetrwałego przewodu tętniczego, lub dodatkowych naczyń np. po korekcji tetralogii Fallota
- podczas badania elektrofizjologicznego serca w przypadku zaburzeń rytmu można dokonać ablacji

## Przebieg cewnikowania serca
Celem badania jest wprowadzenie specjalnego cewnika (np. cewnik Swana-Ganza, cewnik do koronarografii) do określonych części serca, tętnicy płucnej, czy aorty. W zależności od rodzaju badania przez cewnik można dokonać pomiaru ciśnienia w różnych częściach serca, w tętnicy płucnej, można przez podanie kontrastu uwidocznić komory serca (wentrykulografia), czy naczynia wieńcowe. Dla dokumentacji nakręca się krótkie filmy.
W celu wprowadzenia cewnika miejsce nacięcia/nakłucia znieczula się miejscowo. Ponieważ cewnik podczas badania jest poruszany, a w przypadku koronarografii wymieniany na inny, wprowadza się do naczynia w początkowej fazie metodą Seldingera tzw. śluzę (osłonkę, koszulkę), która służy za prowadnicę, przez której światło wewnętrzne wprowadza się cewniki diagnostyczne do światła naczynia krwionośnego. Usuwa się ją na końcu badania.
Następnie wprowadza się prowadnicę (metalowy drut), który przesuwa się do obszaru docelowego. Jego końcówka jest zagięta i wykonana z miękkiego, elastycznego materiału i dzięki temu zmniejsza się ryzyko uszkodzenia naczynia krwionośnego. Po sprawdzeniu położenia prowadnicy pod skopią rentgenowską (podgląd z użyciem promieni rentgenowskich), cewnik przesuwa się po prowadnicy do określonego miejsca. Następnie druciana prowadnica jest usuwana. Cewnik powraca do swojego pierwotnego kształtu i w razie potrzeby jego położenie korygowane jest pod skopią rentgenowską z ewentualnym podaniem kontrastu. Ostateczne podanie kontrastu odbierane jest przez pacjenta jako uczucie ciepła, które rozchodzi się wraz z przepływającą krwią.
Wymiana cewnika przeprowadzana jest za pomocą ponownie wprowadzonego drutu prowadzącego z wykorzystaniem techniki Seldingera przez śluzę (osłonkę). Po badaniu usuwa się prowadnik, cewnik i koszulkę, a miejsce nakłucia zaopatruje się opatrunkiem uciskowym, lub specjalnym systemem do zamykania miejsca nakłucia naczynia krwionośnego.

## Powikłania
Cewnikowanie serca jest obarczone ryzykiem wystąpienia powikłań i są to:
- różnego rodzaju zaburzenia rytmu serca
- zator powietrzny
- zapętlenie cewnika
- uszkodzenie naczynia krwionośnego, serca
- schłodzenie chorego (szczególnie dotyczy noworodków) z obniżeniem pH krwi
- anemia spowodowana utratą krwi
- reakcja uczuleniowa na kontrast
- naczyniowe powikłania miejscowe (krwiak, tętniak rzekomy, przetoka tętniczo-żylna, zator)

W badaniu jakości niemieckich szpitali w 2012 („regularne badania i interwencje w nagłych wypadkach”) śmiertelność wyniosła 1,1% (4622 zgony na 419 772 pacjentów z koronarografią bez przezskórnej interwencji wieńcowej (PCI)). U pacjentów z dodatkową interwencją (dylatacją lub stentem) było to 2,7% (7666 zgonów na 286 000 pacjentów). Ogólny odsetek powikłań MACCE (poważne niepożądane zdarzenia sercowo-naczyniowe = poważne powikłania sercowo-naczyniowe śródoperacyjne: udar, zawał mięśnia sercowego, zgon) wyniósł 1,3% w grupie bez interwencji i 3% w grupie z PCI.